# Новосаринский
Новосаринский — посёлок в Кувандыкском городском округе Оренбургской области.

## История
Основан в первой половине 1930-х гг. в связи с организацией совхоза. В 1966 г. Указом Президиума ВС РСФСР поселок центральной усадьбы совхоза «Саринский» переименован в Новосаринский.

## Население
| 2010 |
| ---- |
| 391  |